# Alnus ferdinandi-coburgii
Alnus ferdinandi-coburgii är en björkväxtart som beskrevs av Camillo Karl Schneider. Alnus ferdinandi-coburgii ingår i släktet alar, och familjen björkväxter. Inga underarter finns listade.